# Eunice excariboea
Eunice excariboea är en ringmaskart som beskrevs av Fauchald 1992. Eunice excariboea ingår i släktet Eunice och familjen Eunicidae. Inga underarter finns listade i Catalogue of Life.